# Economia della Sardegna
L'economia della Sardegna si basa prevalentemente sul settore terziario benché un ruolo di una certa rilevanza venga svolto sia dal settore industriale che da quello agropastorale.
     Regioni meno sviluppate (PIL pro capite < 75 % media UE)
     Regioni di transizione (PIL pro capite 75÷90 % media UE)
     Regioni più sviluppate (PIL pro capite > 90 % media UE)

Fondo europeo di sviluppo regionale 2014-2020
Regioni meno sviluppate (PIL pro capite < 75 % media UE)
Regioni di transizione (PIL pro capite 75÷90 % media UE)
Regioni più sviluppate (PIL pro capite > 90 % media UE)

La Sardegna è la regione italiana con il sottosuolo più ricco di minerali. Prima l'ossidiana, poi l'argento, lo zinco e il rame sono stati fin dall'antichità una vera ricchezza per l'isola, posizionandola al centro di intensi traffici commerciali. Molti centri minerari erano sfruttati per l'estrazione di piombo, zinco, rame e argento (la galena argentifera conteneva fino a 10 kg d'argento per tonnellata di minerale). Dopo il secolare sfruttamento, dalla seconda metà degli anni sessanta in avanti le prospettive per le miniere sarde sono diventate via via molto limitate e le zone minerarie (tra le quali spicca il Sulcis-Iglesiente) si stanno convertendo sempre di più al turismo. A partire dall'Ottocento furono aperte miniere di carbone, antimonio e bauxite: i giacimenti più importanti si trovano nell'Iglesiente e nel Sulcis (in modo particolare intorno alla città di Carbonia, fondata da Mussolini proprio per estrarre il carbone), nel Guspinese - Arburese, nel Sarrabus-Gerrei, nella Nurra e nella zona dell'Argentiera.
A fine Novecento la Sardegna è stata caratterizzata da una corsa alla ricerca di giacimenti auriferi, grazie soprattutto all'intervento di società minerarie australiane: la principale miniera, localizzata a Furtei, fu però chiusa per il fallimento della società concessionaria, altre zone ricche di questo minerale sono ubicate nel Sarrabus-Gerrei e nel Sassarese, ma le attività di estrazione sono bloccate per ragioni di sicurezza e preservazione dell'ambiente.
Nei primi decenni del XXI secolo l'attività estrattiva attraversa un periodo di grave crisi e molte miniere sono state chiuse perché poco competitive: l'economia dell'Iglesiente si sta legando non più alle miniere ma al turismo e allo sviluppo del Parco archeologico minerario sotto il patrocinio dell'UNESCO, con la salvaguardia del patrimonio storico e architettonico delle miniere e utilizzando la bellezza incontaminata delle sue coste come sua altra grande risorsa. La Sardegna è la regione italiana con il sottosuolo più ricco di minerali. Prima l'ossidiana, poi l'argento, lo zinco e il rame sono stati fin dall'antichità una vera ricchezza per l'isola, posizionandola al centro di intensi traffici commerciali. Molti centri minerari erano sfruttati per l'estrazione di piombo, zinco, rame e argento (la galena argentifera conteneva fino a 10 kg d'argento per tonnellata di minerale). Dopo il secolare sfruttamento, dalla seconda metà degli anni sessanta in avanti le prospettive per le miniere sarde sono diventate via via molto limitate e le zone minerarie (tra le quali spicca il Sulcis-Iglesiente) si stanno convertendo sempre di più al turismo. A partire dall'Ottocento furono aperte miniere di carbone, antimonio e bauxite: i giacimenti più importanti si trovano nell'Iglesiente e nel Sulcis (in modo particolare intorno alla città di Carbonia, fondata da Mussolini proprio per estrarre il carbone), nel Guspinese - Arburese, nel Sarrabus-Gerrei, nella Nurra e nella zona dell'Argentiera.

## Caratteristiche generali
Nel 2009 la Sardegna aveva un reddito a parità di potere di acquisto pari all'80% della media dell'Unione europea; le regioni italiane più povere erano la Sicilia e la Calabria con il 68%, le più ricche erano la Provincia autonoma di Bolzano con il 148% e Valle d'Aosta e Lombardia con il 133%. Tra le altre regioni insulari europee della fascia mediterranea le più ricche erano la piccola regione greca dell'Egeo Meridionale col 114%, seguite dalle Isole Baleari col 110%, da Madeira col 105%, da Cipro col 100%, dalla Corsica col 90%, le Isole Canarie con l'87 %, Creta con l'85%, Malta con l'82%, le Isole Ionie con l'81%. Seguivano la Sardegna solo l'Egeo Settentrionale col 76%, le Azzorre col 75% e infine la Sicilia.
Questi pochi dati, ad un'analisi superficiale e mettendo in conto solo le medie regionali, indicherebbero che all'interno di un paese con differenze regionali rilevanti rispetto ad altri dell'Unione europea il livello di benessere dei sardi non è fra i peggiori ma tra i più elevati del mezzogiorno, assieme ad Abruzzo e Molise. Facendo invece il paragone con le altre regioni insulari della fascia mediterranea, pur non essendoci così elevate differenze, e considerando estensione territoriale e consistenza demografica (solo la Sicilia e le Canarie sono più popolose, tutte le altre hanno meno di un milione di abitanti), la situazione della Sardegna non appare particolarmente rosea. All'interno della Sardegna vi sono poi profonde disuguaglianze; al 2016 il reddito medio più alto si registra a Cagliari con oltre 23.200 euro dichiarati mentre il comune più povero è Bidonì (OR), con meno di 7.500 euro dichiarati.
I limiti principali allo sviluppo economico della Sardegna sono legati soprattutto alla carenza di infrastrutture, in particolare nei trasporti sia esterni che interni, al costo complessivo del lavoro e del denaro e alla pressione fiscale, che gravano in equal modo sulle regioni geograficamente più favorite, e che non permettono alle imprese sarde in qualsiasi settore di essere competitive in un mercato sempre più aperto.

L'economia della Sardegna si posiziona al 177º posto tra le 244 regioni dell'Unione Europea post-Brexit, se si misura il PIL pro capite in Standard di potere d'acquisto (SPA). Il reddito pro capite è di 21.200 SPA, pari al 70% della media europea (30.200 SPA).

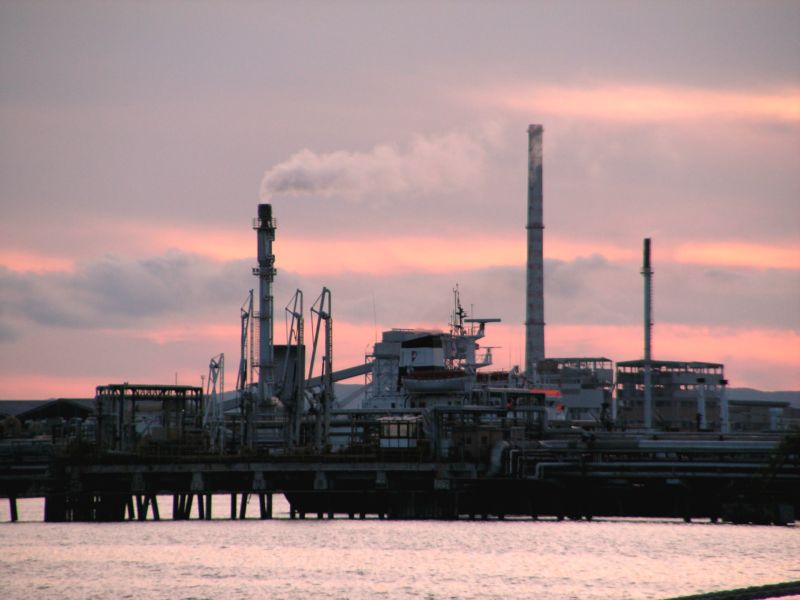
Porto industriale di Porto Torres

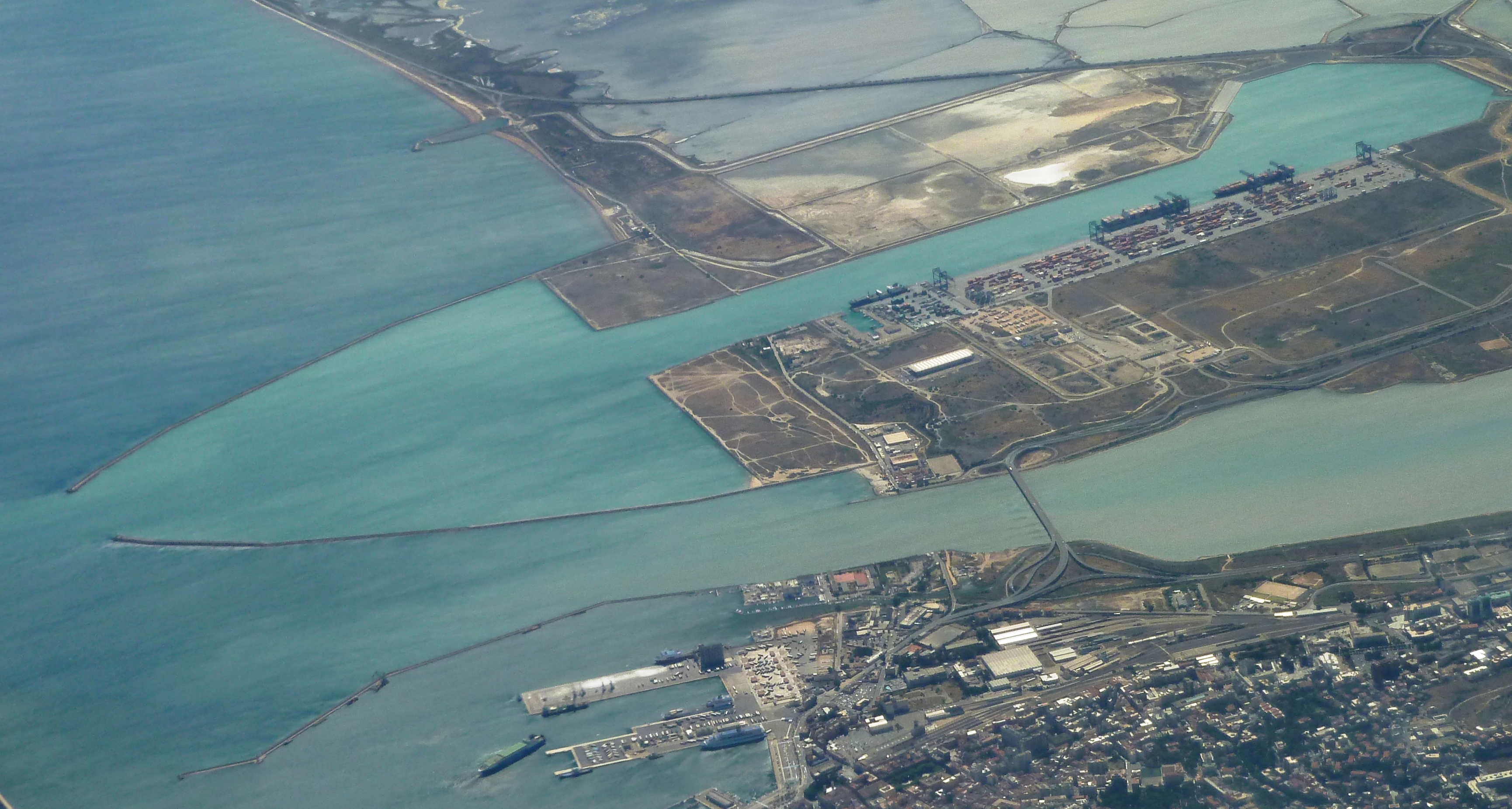
Porto canale di Cagliari

Il decollo industriale della Sardegna si ebbe a partire dal 1951 quando una particolare commissione di studi, lungamente attesa e prevista negli accordi inerenti allo Statuto speciale (art.13), fu incaricata di elaborare un piano di sviluppo economico nei vari settori produttivi dell'economia sarda. Molto lentamente tale commissione si mise in moto e solo nel 1958 presentò il rapporto finale, o meglio un'ipotesi di sviluppo. Le conclusioni di tale organismo però apparvero inadeguate alle necessità di sviluppo dell'isola e nel 1959 fu costituita un'altra commissione, con lo scopo di elaborare un piano più preciso che fu poi presentato l'anno successivo. Questa relazione finale evidenziava 18 settori economici prioritari ed in particolare quello industriale con un investimento, per lo Stato, minore di quello previsto dalla precedente commissione.
Il 17 gennaio 1961 il governo Fanfani III presentò il progetto, promulgato il 2 giugno 1962 come legge chiamata Progetto straordinario per promuovere lo sviluppo economico e sociale della Sardegna in esecuzione dell'Articolo 13 dello Statuto costituzionale n.3 del 26 febbraio 1948. Dopo sedici anni dall'apertura delle negoziazioni tra Stato e Regione, nasceva il Piano di Rinascita. Nel periodo posteriore al 1945, l'evolversi dell'economia sarda si divide in tre momenti distinti: tra il 1945 ed il 1955, l'isola si adatta progressivamente alle condizioni ed al modo di vivere del resto del Paese; nel corso della seconda fase, tra il 1956 ed il 1966, la situazione economica cambia molto rapidamente modificando considerevolmente il tessuto sociale; la terza fase (fino ai nostri giorni) si caratterizza, nonostante gli errori e i ritardi nell'attuazione del piano di rinascita, in un rimarchevole progresso economico e sociale con un incremento considerevole della popolazione. Progressivamente l'analfabetismo diminuisce e l'educazione scolastica migliora notevolmente.
Le linee telefoniche, gli elettrodomestici, le automobili, si diffondono in maniera considerevole e i quotidiani hanno grande diffusione mentre aumentano le linee marittime e i trasporti aerei. Negli ultimi decenni hanno avuto ampia diffusione le nuove tecnologie informatiche e digitali e la Sardegna è stata la prima regione italiana ed europea ad avere la copertura televisiva con l'utilizzo esclusivo della tecnologia del digitale terrestre, mentre il quotidiano L'Unione Sarda è stato il primo quotidiano europeo a dotarsi di un sito Internet, sin dal 1994. Oggi la Sardegna è la seconda regione italiana col più elevato e-index (indice che misura il livello di sviluppo e l'incidenza della tecnologia internet nell'economia di un territorio) e prima per performance e velocità del servizio adsl.
Nel 2013 è allo studio l'istituzione di una possibile zona franca regionale,
 o locali per aree di crisi, come per il Comune di Portoscuso.

## Dati economici
██ Terziario (67,8%)
██ Secondario (23,5%)
██ Primario (8,7%)
Oltre al commercio, al pubblico impiego e alle nuove tecnologie, l'attività trainante dell'economia è il turismo, sviluppatosi inizialmente lungo le coste settentrionali dell'isola. Il terziario è il settore che occupa il maggior numero di addetti; gli occupati sono ripartiti nei tre settori nelle seguenti percentuali:
- 8,7% al primario;
- 23,5% al secondario;
- 67,8% al terziario.

Il tasso di disoccupazione nel 2007, secondo l'ISTAT, si attestava sull'8,6%, nell'ultimo trimestre del 2008 il tasso è lievitato al 10,8%, ed è riconducibile alla recessione economica internazionale. Nel 2010 tale percentuale è del 14,0%, 15,4% nel 2018 e in leggero calo nel 2019 a cui si assesta al 14,7%.
La Sardegna al 2012 aveva il reddito pro capite più elevato tra le regioni del Mezzogiorno, con 16.837 euro. Al 2019 il reddito pro capite è salito a 21.343,77 euro, rimanendo la regione con il più alto reddito del Mezzogiorno.
Di seguito la tabella che riporta il PIL ed il PIL procapite:
| Anno                               | Prodotto interno lordo (milioni di Euro)* | PIL pro capite (Euro)** |
| 2000                               | 24.894,20                                 | 15.210,92               |
| 2001                               | 26.330,60                                 | 16.129,02               |
| 2002                               | 26.852,50                                 | 16.463,85               |
| 2003                               | 28.188,70                                 | 17.259,83               |
| 2004                               | 29.561,00                                 | 18.070,15               |
| 2005                               | 30.186,20                                 | 18.420,80               |
| 2006                               | 31.515,90                                 | 19.197,14               |
| 2007                               | 32.546,70                                 | 19.770,83               |
| 2008                               | 33.473,40                                 | 20.272,14               |
| 2009                               | 32.570,40                                 | 19.696,66               |
| 2010                               | 32.634,40                                 | 19.721,03               |
| 2011                               | 33.151,50                                 | 20.020,26               |
| 2012                               | 33.196,90                                 | 20.019,84               |
| 2013                               | 32.160,00                                 | 19.349,03               |
| 2014                               | 32.171,60                                 | 19.338,55               |
| 2015                               | 33.419,00                                 | 20.123,43               |
| 2016                               | 33.093,50                                 | 19.988,85               |
| 2017                               | 33.784,00                                 | 20.466,46               |
| 2018                               | 34.359,80                                 | 20.888,66               |
| 2019                               | 34.916,30                                 | 21.343,77               |
| *Prezzi correnti **Prezzi correnti |                                           |                         |

Di seguito la tabella che riporta il PIL, prodotto in Sardegna ai prezzi correnti di mercato nel 2015, espresso in milioni di euro, suddiviso tra le principali macro-attività economiche:
| Macro-attività economica                    | PIL prodotto (in euro) | % settore su PIL regionale | % settore su PIL italiano |
| Agricoltura, silvicoltura, pesca            | 1.483                  | 4,77%                      | 0,09%                     |
| Industria                                   | 3.736                  | 12,03%                     | 0,23%                     |
| Industria in senso stretto                  | 2.280                  | 7,34%                      | 0,14%                     |
| Costruzioni                                 | 1.456                  | 4,69%                      | 0,09%                     |
| Servizi                                     | 23.899                 | 76,94%                     | 1,46%                     |
| Valore aggiunto ai prezzi base              | 29.118                 | 93,74%                     | 1,77%                     |
| Imposte al netto dei contributi ai prodotti | 2.943                  | 9,47%                      | 0,18%                     |

## Industria

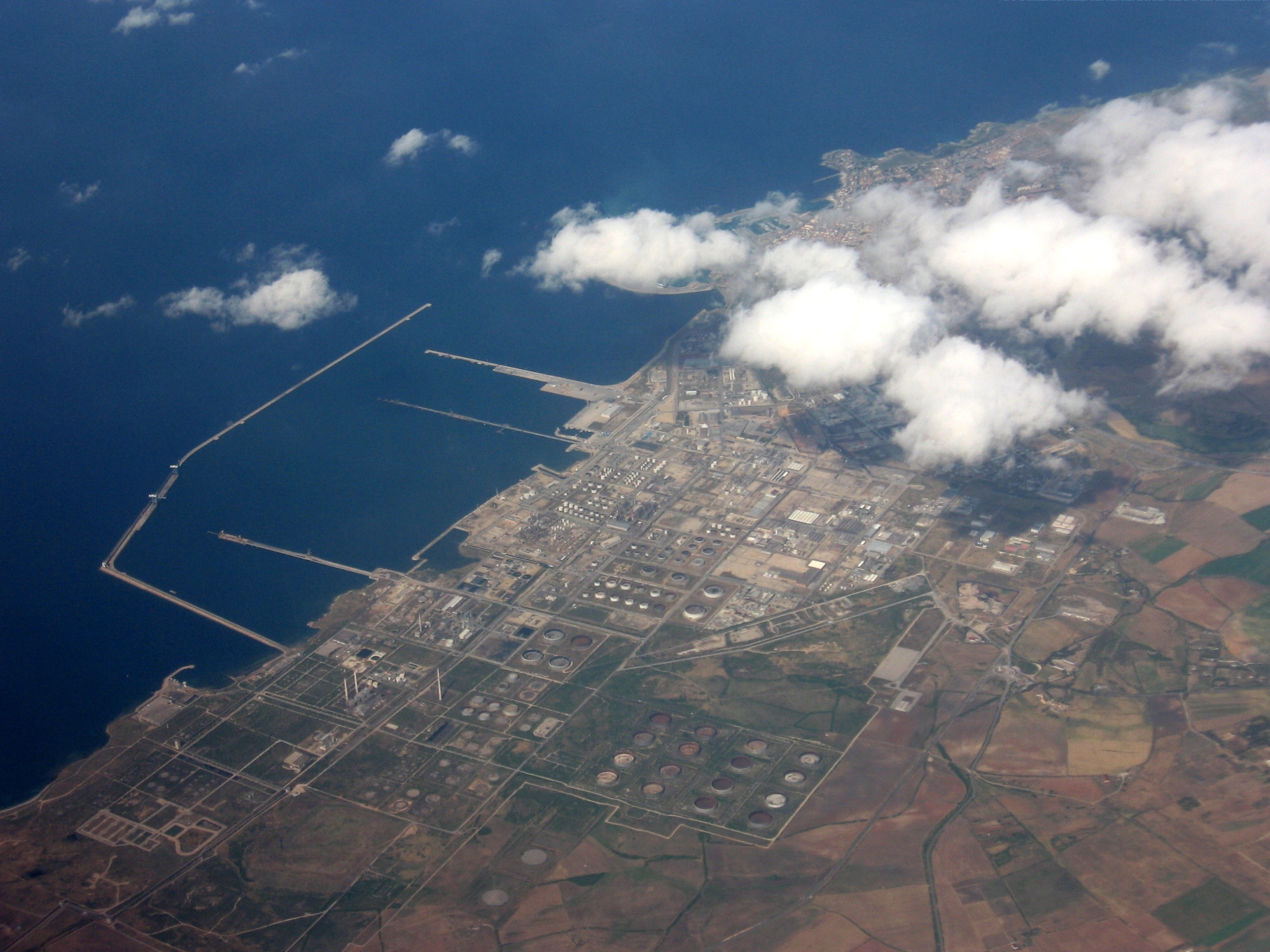
Polo petrolchimico di Porto Torres

La nascita del settore industriale sardo contemporaneo (escludendo quindi il settore minerario) è principalmente dovuta all'apporto dei finanziamenti statali al Piano di rinascita, concentrati soprattutto negli anni sessanta-settanta. La politica economica finalizzata all'accrescimento industriale si è caratterizzata in quel periodo con la formazione dei cosiddetti "poli di sviluppo" industriali, a Cagliari (Macchiareddu e Sarroch), Porto Torres, Portovesme e in un secondo momento a Ottana. Sono sorti così i complessi petrolchimici e le grandi raffinerie per la lavorazione del greggio, che si collocano tra le maggiori d'Europa, inoltre, sull'isola, si producono piattaforme petrolifere, per conto della Saipem. Altri settori industriali sono quello alimentare, legato alla lavorazione dei prodotti dell'allevamento (formaggi, latte, carni) e della pesca (lavorazione del tonno), manifatturiere, lavorazione del sughero, meccaniche(produzione di mezzi agricoli, cantieristica navale, componentistica per aeromobili), edìle e metallurgico. L'energia viene prodotta, in misura anche superiore al fabbisogno, da centrali idroelettriche alimentate dai bacini che raccolgono le acque dei fiumi, da centrali termoelettriche alimentate a carbone di importazione estera e da numerosissime centrali eoliche sparse sull'intero territorio isolano. In particolare si menziona il gruppo di centrali elettriche nell'area di Fiume Santo, che sorge su un'area di circa 150 ettari sul golfo dell'Asinara, con una potenza installata di 1.044 MW. L'area circostante, fortemente inquinata e adiacente a zone di indubbio interesse ambientale, non è stata sottoposta alle bonifiche necessarie richieste dalla popolazione e dagli organi competenti.

## Miniere

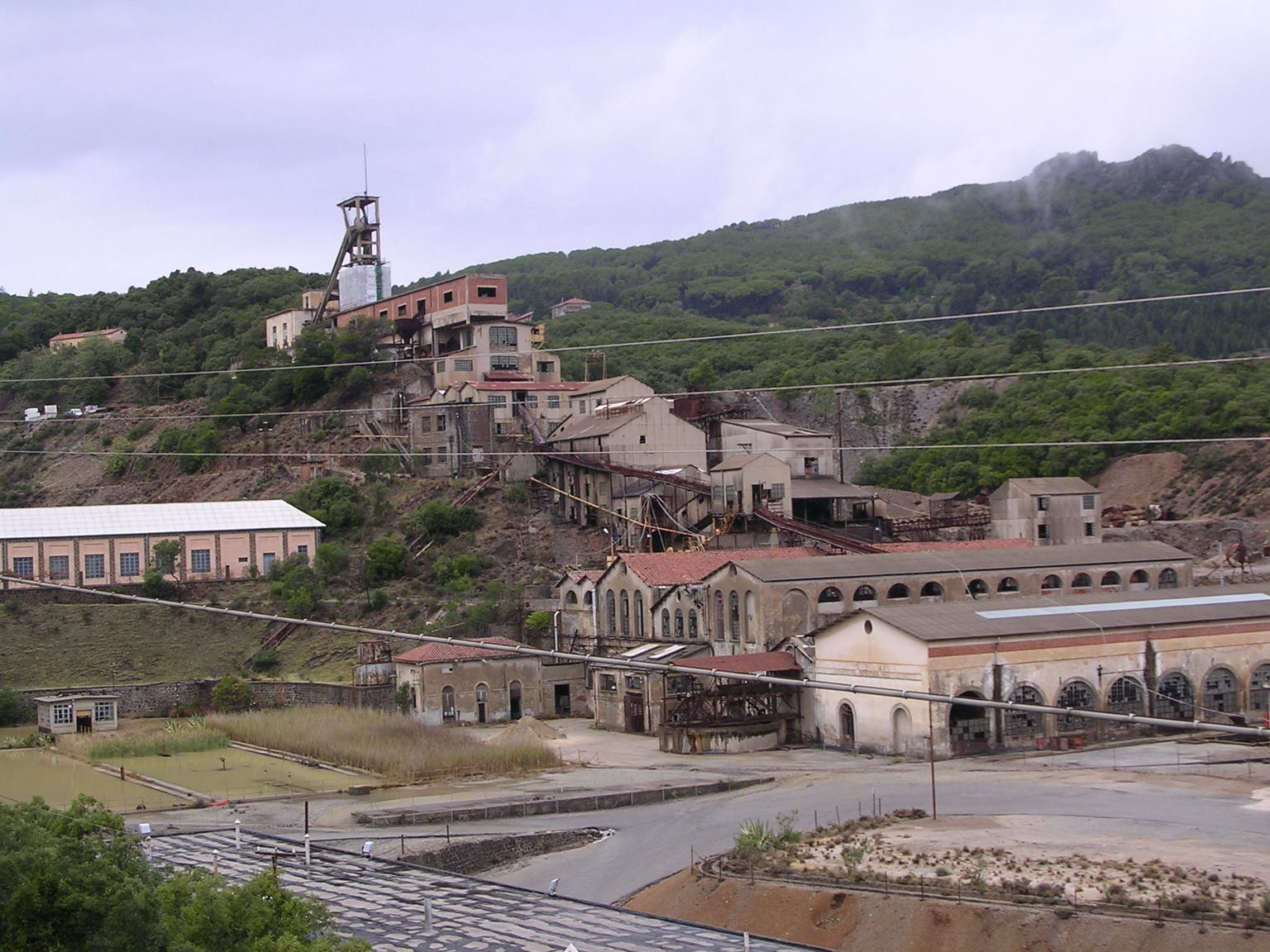
La miniera di Montevecchio, nella Provincia del Sud Sardegna

La Sardegna è la regione italiana con il sottosuolo più ricco di minerali. Prima l'ossidiana, poi l'argento, lo zinco e il rame sono stati fin dall'antichità una vera ricchezza per l'isola, posizionandola al centro di intensi traffici commerciali. Molti centri minerari erano sfruttati per l'estrazione di piombo, zinco, rame e argento (la galena argentifera conteneva fino a 10 kg d'argento per tonnellata di minerale). Dopo il secolare sfruttamento, dalla seconda metà degli anni sessanta in avanti le prospettive per le miniere sarde sono diventate via via molto limitate e le zone minerarie (tra le quali spicca il Sulcis-Iglesiente) si stanno convertendo sempre di più al turismo. A partire dall'Ottocento furono aperte miniere di carbone, antimonio e bauxite: i giacimenti più importanti si trovano nell'Iglesiente e nel Sulcis (in modo particolare intorno alla città di Carbonia, fondata da Mussolini proprio per estrarre il carbone), nel Guspinese - Arburese, nel Sarrabus-Gerrei, nella Nurra e nella zona dell'Argentiera.
A fine Novecento la Sardegna è stata caratterizzata da una corsa alla ricerca di giacimenti auriferi, grazie soprattutto all'intervento di società minerarie australiane: la principale miniera, localizzata a Furtei, fu però chiusa per il fallimento della società concessionaria, altre zone ricche di questo minerale sono ubicate nel Sarrabus-Gerrei e nel Sassarese, ma le attività di estrazione sono bloccate per ragioni di sicurezza e preservazione dell'ambiente.
Nei primi decenni del XXI secolo l'attività estrattiva attraversa un periodo di grave crisi e molte miniere sono state chiuse perché poco competitive: l'economia dell'Iglesiente si sta legando non più alle miniere ma al turismo e allo sviluppo del Parco archeologico minerario sotto il patrocinio dell'UNESCO, con la salvaguardia del patrimonio storico e architettonico delle miniere e utilizzando la bellezza incontaminata delle sue coste come sua altra grande risorsa.

## Agricoltura e allevamento

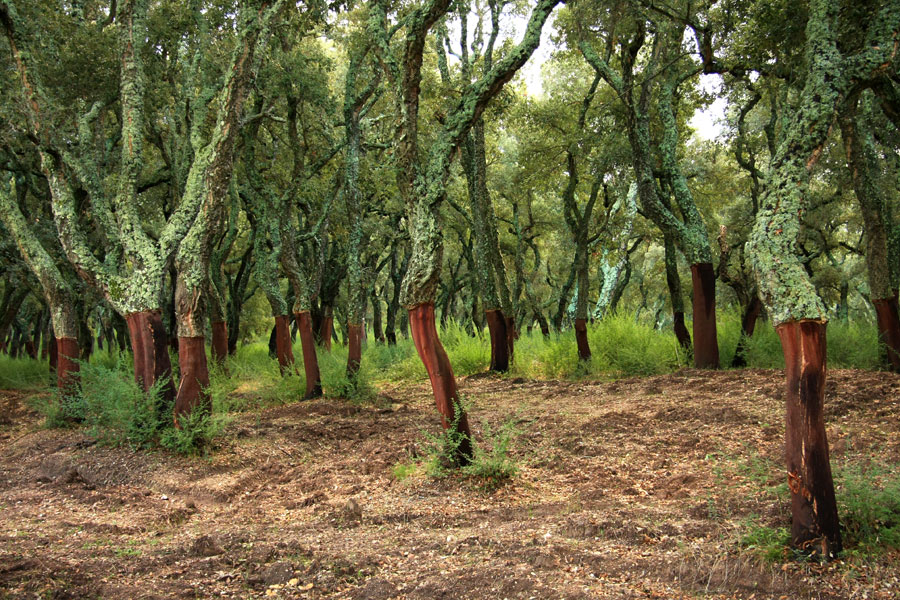
Querce da sughero nel nord della Sardegna

Il 47,9% della superficie della Sardegna, in gran parte montagnosa e collinare, è sfruttata per il 60% per prati permanenti e pascoli, il 34% per seminativi mentre il restante 6% circa è occupato da coltivazioni legnose agrarie.
In Sardegna vivono 3 milioni di ovini, che fanno dell'isola una delle aree del mondo con la più alta densità ovina insieme ad alcune zone dell'Inghilterra e del Galles. La Sardegna si è specializzata da millenni nell'allevamento ovino e, in minor misura, caprino e bovino, tradizionalmente meno produttivo in rapporto al territorio utilizzato, dell'agricoltura.

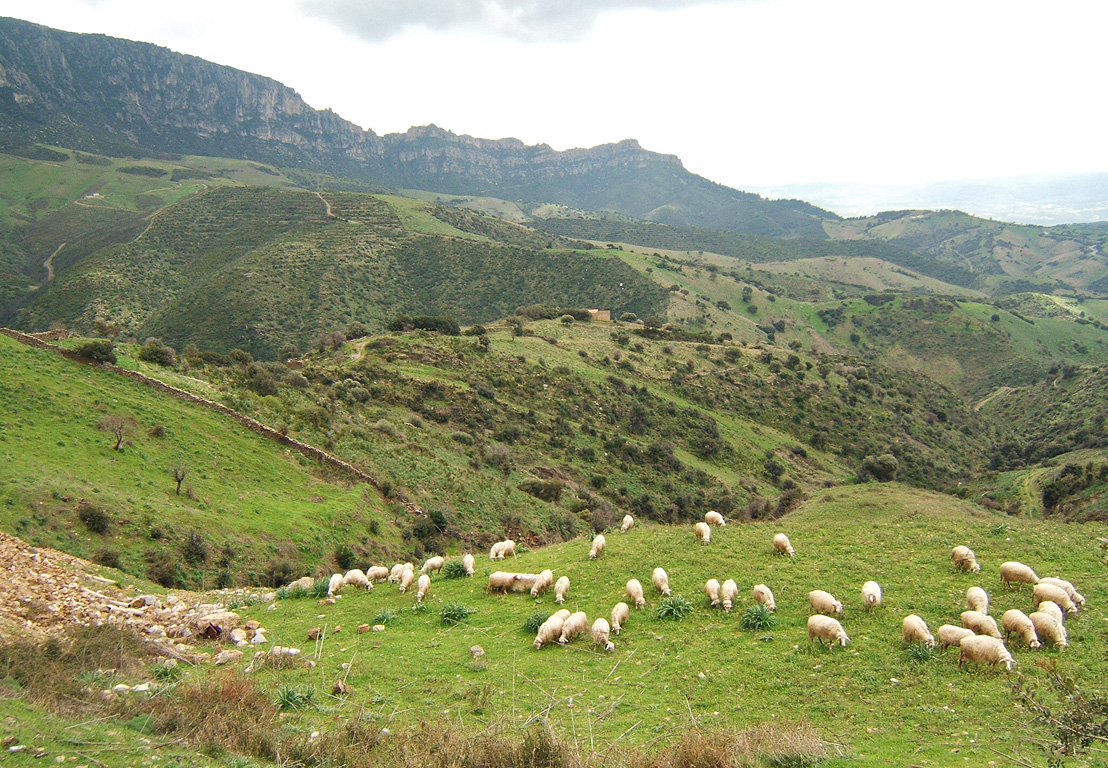
Gregge nelle campagne di Lula

Oltre alla carne, dal latte ricavato si produce una grande varietà di formaggi, basti pensare che la metà del latte ovino prodotto in Italia viene dalla Sardegna, e viene in gran parte lavorato dalle cooperative dei pastori e da piccole industrie. La Sardegna produce anche la maggior parte del pecorino romano, prodotto non originario dell'isola, gran parte del quale è tradizionalmente indirizzato alle comunità italiane d'oltre-oceano. La Sardegna vanta inoltre una tradizione secolare nell'allevamento dei cavalli sin dalla dominazione aragonese, la cui cavalleria attingeva dal patrimonio equino dell'isola per rimpinguare il proprio esercito o per farne ambito dono ai sovrani d'Europa.
Anche l'agricoltura ha avuto un ruolo molto importante nella storia economica dell'isola, soprattutto nella grande piana campidanese, particolarmente adatta alla cerealicoltura. I suoli sardi, anche quelli pianeggianti sono poco permeabili, con falde di scarsa entità e talvolta salmastre, e riserve naturali d'acqua assai ridotte. La scarsità d'acqua fu il primo problema che fu affrontato per la modernizzazione del settore, con la costruzione di un grande sistema di sbarramento dei corsi d'acqua che oggi arriva a quasi 2 miliardi di metri cubi d'acqua invasabili.. L'agricoltura sarda è oggi legata a produzioni specializzate come quelle vinicole e olivicoltura quelle del carciofo, unico prodotto agricolo di esportazione: la Sardegna è costretta infatti ad importare i 2/3 delle derrate agroalimentari consumate. Le bonifiche hanno aiutato ad estendere le colture e di introdurre alcune coltivazioni specializzate quali ortaggi e frutta, accanto a quelle storiche dell'ulivo e della vite che sono presenti nelle zone collinari.

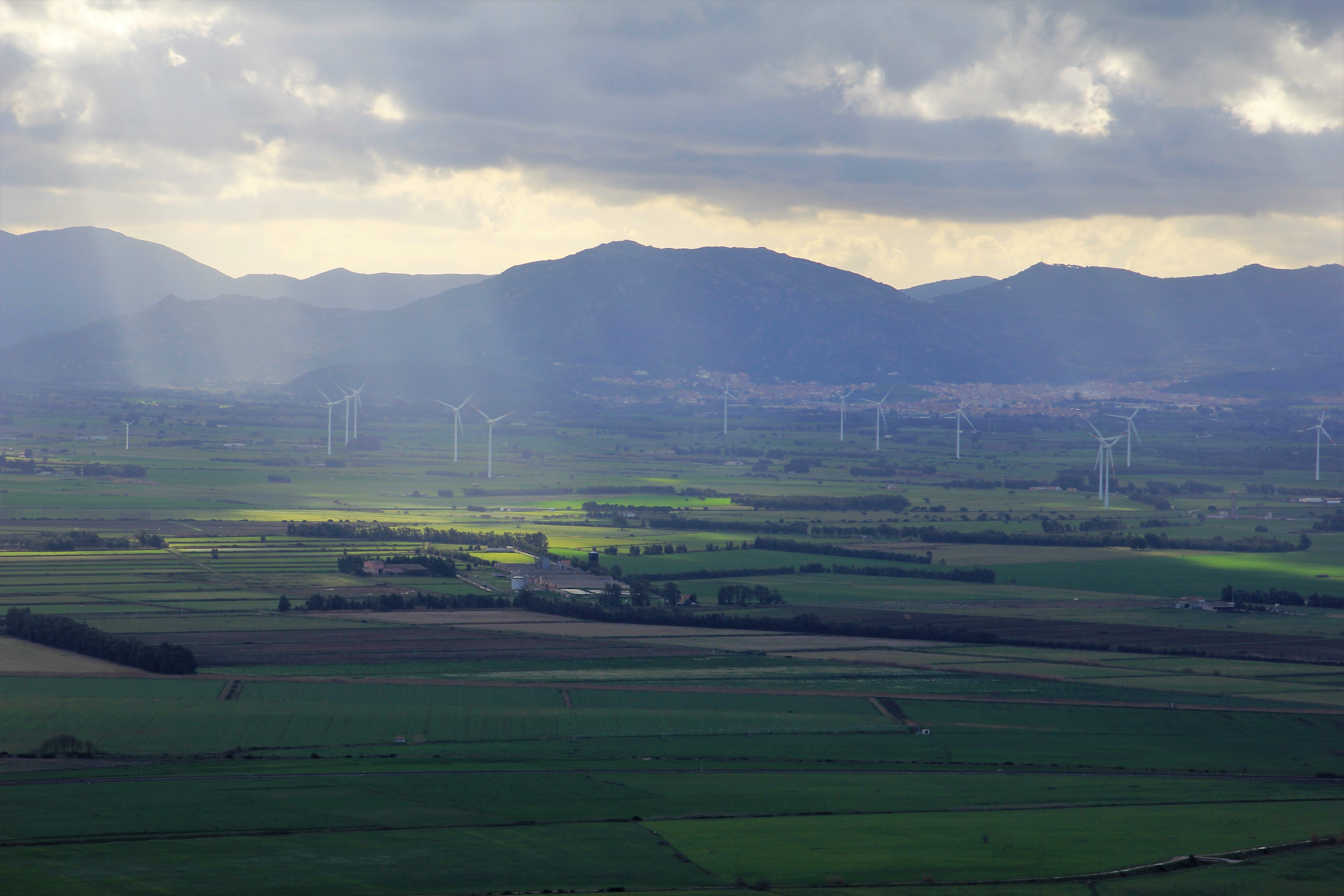
Paesaggio del Campidano

La piana del Campidano, la più grande pianura sarda produce avena, orzo e frumento. Tra gli ortaggi, oltre ai carciofi, ha un certo peso la produzione di arance; prima della riforma del settore dello zucchero da parte dell'Unione europea, era consistente la coltivazione di barbabietole. Nel patrimonio boschivo è presente la quercia da sughero, che cresce spontanea favorita dall'aridità del terreno e viene esportata; la Sardegna produce circa l'80% del sughero italiano. Nell'ortofrutta, oltre ai carciofi, sono di un certo peso la produzione di pomodori (tra cui i camoni) e di agrumi.
Da una puntata de La ruota della fortuna del 21 aprile 1995, si evince che la Sardegna aveva all'epoca un consumo record di pane e pollame.

## Pesca
Resa insicura in passato dalle frequenti scorrerie saracene, la pesca è un'attività affermatasi tra il Settecento e l'Ottocento, grazie alla pescosità dei mari circostanti e alla notevole estensione costiera dell'isola. È molto sviluppata a Cagliari, ad Alghero e nelle coste del Sulcis, oltre ad avere rilevanza anche in Gallura e soprattutto nell'Oristanese dove i pescatori lavorano nei vasti stagni e nelle peschiere, dove si pescano in grandi quantità anguille e muggini. Ottima è la produzione di mitili, specialmente a Olbia.
Nelle zone di Alghero, Bosa e Santa Teresa è molto attiva la pesca alle aragoste insieme alla raccolta del corallo. Di antica tradizione e mai abbandonata è la pesca del tonno e già nel XVI secolo esistevano diverse tonnare; di queste quelle più antiche sono la tonnara delle Saline di Stintino, quella di Flumentorgiu di Arbus, quella di Porto Paglia a Gonnesa ed infine quella di Calavinagra a Carloforte, nella zona in cui sono concentrate le uniche tonnare in attività in Italia. Gran parte dei tonni vengono esportati direttamente in Giappone dove sono consumati qualche giorno dopo la pesca. Queste attività costituiscono un pezzo di storia e di tradizione dei pescatori sardi e certi riti, insieme a particolari tecniche di pesca, sono rimasti immutati nel tempo, così come la lavorazione stessa delle bottarghe e delle frattaglie.

## Artigianato

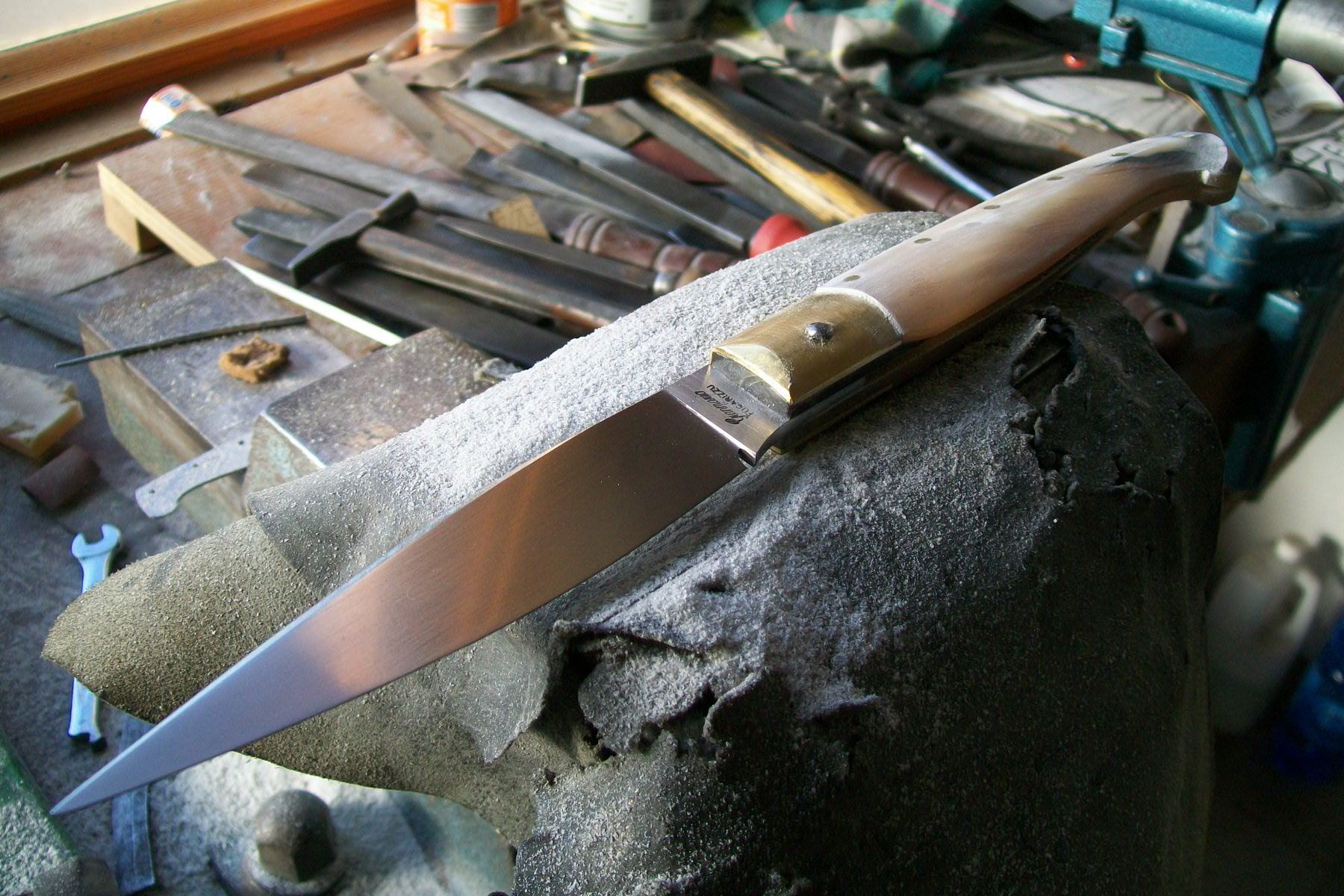
Resolza pattadesa

L'artigianato tradizionale sardo è un insieme di arti popolari estremamente vario, sviluppato in campi molto diversi, ricco di gusto e originalità. Alcune di queste forme artistiche sono di origine antica ed hanno subito l'influenza delle diverse culture che hanno segnato la storia dell'isola. Per preservare, tramandare e promuovere questa ricchezza culturale ed economica, nel 1957 la Regione Autonoma della Sardegna ha istituito l'I.S.O.L.A (Istituto sardo organizzazione lavoro artigianale), diretto all'inizio dai promotori Eugenio Tavolara e Ubaldo Badas. Per una maggior tutela delle lavorazioni artigianali, tramite la legge regionale n. 14 del 1984, è stato istituito il marchio di origine e qualità dei prodotti dell'artigianato tipico sardo.
La tessitura in lana, cotone e lino di tappeti, arazzi, cuscini e tende è in larga parte ancora praticata a mano con telai di concezione molto antica, ma molte delle produzioni meccanizzate mantengono le caratteristiche della tradizione come, ad esempio, la lavorazione a pibiones, diffusa a Ulassai e Samugheo. I gioielli rappresentano una delle testimonianze artigianali più autentiche e costituiscono parte integrante dei costumi tradizionali, ricchi di spille e bottoni in filigrana, di collane arricchite con corallo, pietre dure e perle. I lavori tradizionali di oreficeria, dal gusto raffinato, sono in filigrana. Tra i gioielli fatti a mano, in filigrana, vediamo la corbula, ossia il bottone sardo, il simbolo della prosperità, della fertilità che raffigura il seno materno; famoso è anche il corallo di Alghero.
La lavorazione del legno è caratterizzata da prodotti originali come le cassapanche intagliate, le sedie impagliate di Assemini, le biseras dei Mamuthones, ossia le maschere tradizionali mamoiadine, e le produzioni in sughero di Calangianus. L'artigianato della cestineria è molto diffuso, ma è l'area oristanese la zona dove maggiormente si lavorano le materie prime, come il giunco, la palma nana e l'asfodelo, ideali per la confezione di cesti, corbule e canestri. Le ceramiche hanno una forma semplice e lineare.
Una tradizione millenaria ispira varie scuole che tramandano le tecniche della lavorazione al tornio, della cottura al forno e delle decorazioni smaltate con colori naturali. Altra antica tradizione artigianale sarda è quella della arresoja, resolza o resorza (dal termine latino rasoria che indicava un genere di coltello con la lama pieghevole). Quelle da collezione non sempre sono a serramanico, ma anche a manico fisso, generalmente in corno di montone o di muflone e intarsiate a mano. Dalla classica lama a folla 'e murta (a foglia di mirto), sono chiamate anche impropriamente leppa e sono considerate dagli appassionati delle vere e proprie opere d'arte.

## Turismo

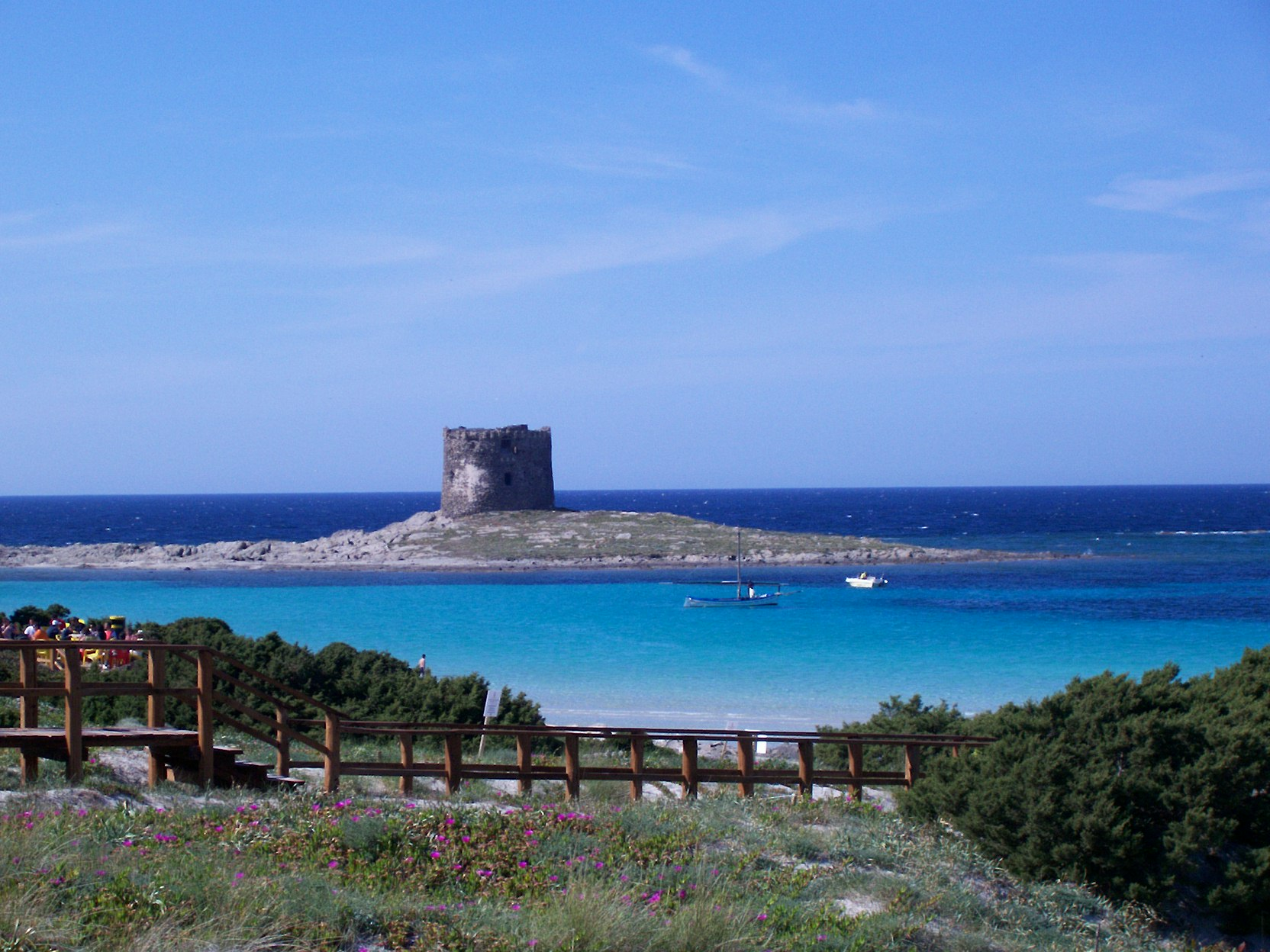
Il litorale di Stintino

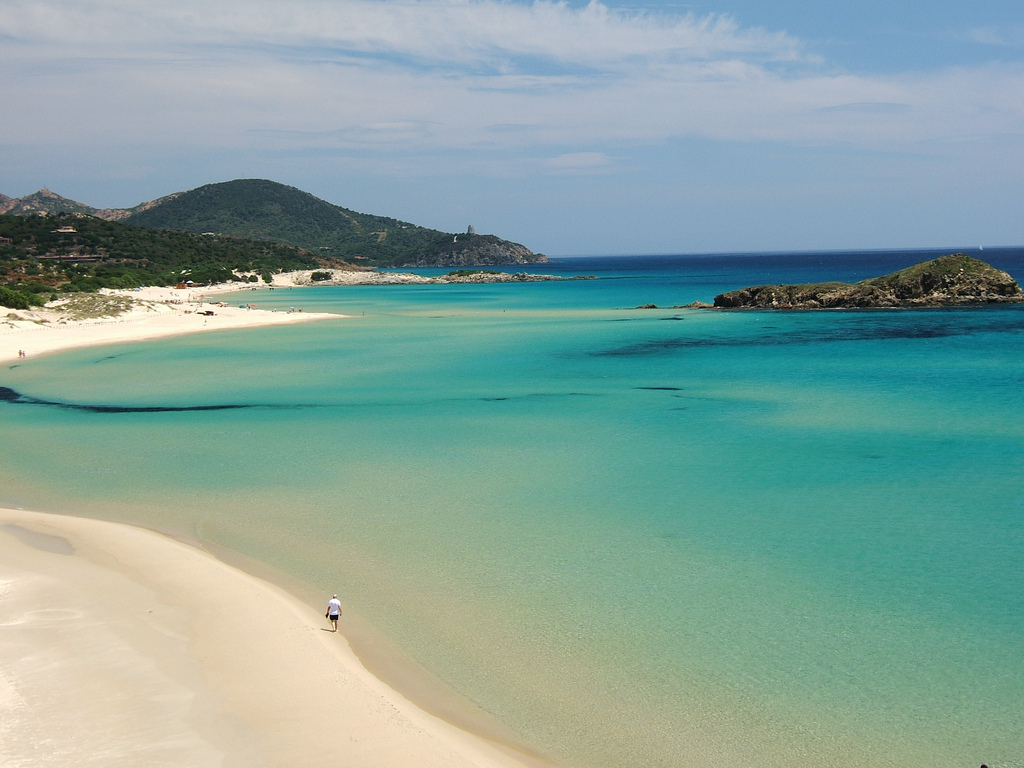
Spiaggia di Chia, Domus de Maria

Grazie al clima mite, ai paesaggi incontaminati, alla purezza delle acque marine, la Sardegna attira ogni anno un gran numero di vacanzieri (nel 2007 le presenze turistiche per la prima volta hanno superato i 10 milioni di visitatori; gli arrivi sono stati di 1.490.648 italiani e 789.525 stranieri). I primi investimenti e i primi piani di sviluppo risalgono al 1948 in concomitanza con la sconfitta definitiva della malaria e con la l'acquisizione dello status di regione autonoma. Le prime promozioni e realizzazioni infrastrutturali furono attuate attraverso l'Ente sardo industrie turistiche (ESIT) ed il primo boom turistico si sviluppò a cavallo tra gli anni '50 e '60, soprattutto ad Alghero e nella sua riviera del Corallo.
Ma il boom turistico di maggiori dimensioni si realizzò a partire dai primi anni sessanta allorché fu fondata dal principe ismailita Āgā Khān la Costa Smeralda con il luogo di elezione Porto Cervo, nel comune di Arzachena. Sin dagli inizi il turismo in quest'area si caratterizzò principalmente come di élite, basato sulla qualità delle strutture ricettive e delle infrastrutture oltre che sulle bellezze naturali soprattutto per la vicinanza dell'arcipelago di La Maddalena con l'offerta di numerose rotte per i diportisti. I suoi centri principali divennero ben presto luoghi di elezione del jet set internazionale e tra le mete più ambite nel Mediterraneo. A questa iniziativa seguirono una miriade di altri insediamenti, sempre nella zona, come Cala di Volpe e Capriccioli ma anche nel resto della Sardegna. In pochi anni il settore si sviluppò in maniera esponenziale fino a divenire uno dei settori trainanti delle attività economiche. Negli anni Settanta, a seguito dell'incremento del valore delle aree, si è avuto un forte sfruttamento delle coste con nuove costruzioni, principalmente seconde case.

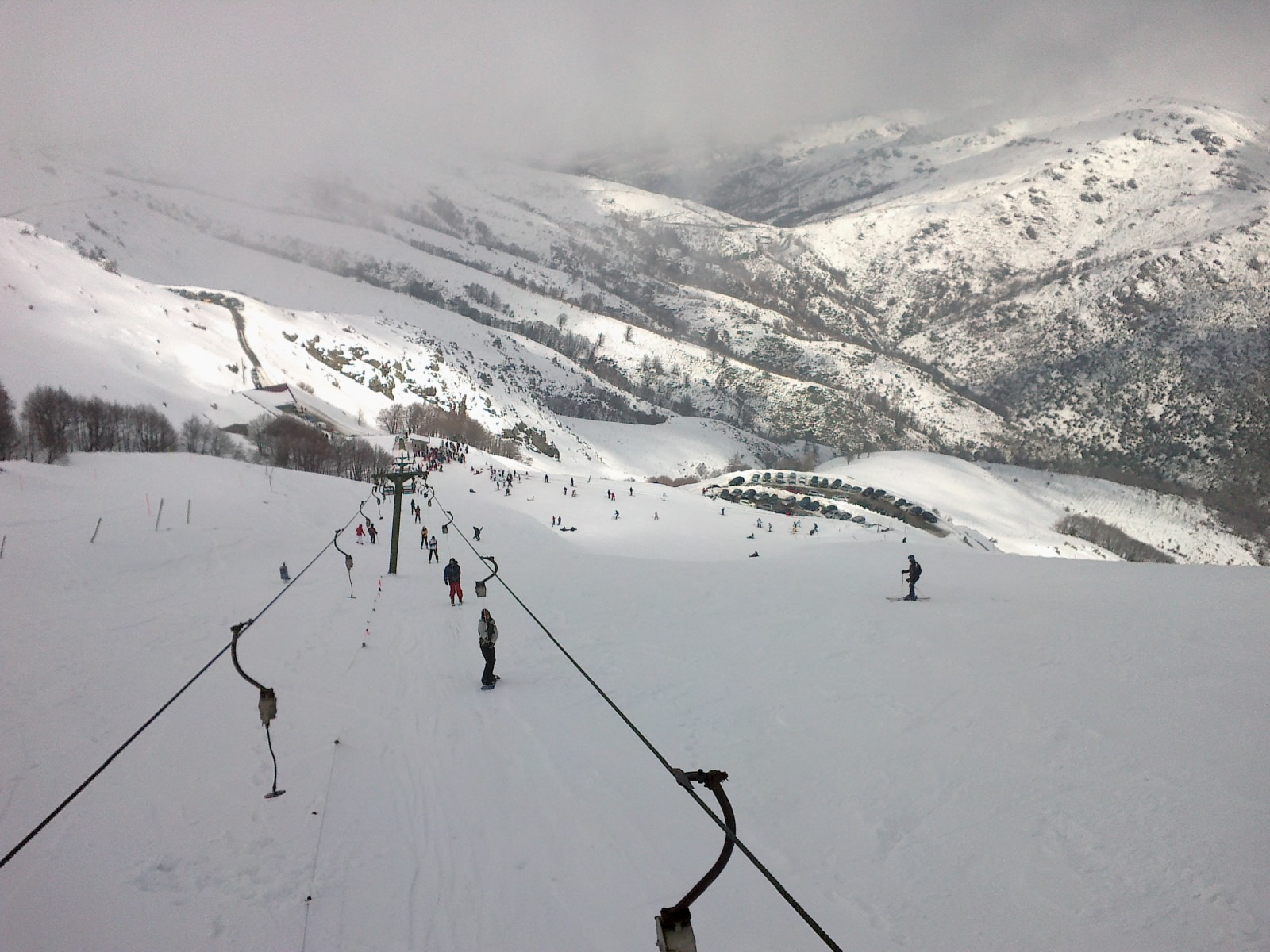
Lo skilift del Bruncu Spina in funzione nell'inverno del 2010-2011.

Successivamente i vari governi regionali per circa 20 anni hanno cercato di predisporre un piano paesaggistico il quale è ancora oggetto di polemiche e di conflitti. In questi ultimi anni l'offerta turistica si è in parte modificata, orientandosi verso la diversificazione e la destagionalizzazione cercando di interessare anche le zone interne e di valorizzare la cultura, l'arte e l'archeologia, il turismo equestre, l'escursionismo, il birdwatching, la vela, il free climbing. Da segnalare inoltre il comprensorio sciistico Bruncu Spina il principale impianto sciistico dell'isola situato nella parte montana di quest'ultima e meta di turisti amanti degli sport invernali. Un supporto importante per la destagionalizzazione in questi ultimi anni è stato garantito dai numerosi voli low cost che collegano l'isola a diverse città europee.